# Conferência Episcopal da França
Conferência Episcopal da França (em francês:  Conférence des Évêques de France) (CEF) é a conferência episcopal nacional dos bispos da Igreja Católica na França.

## Presidentes
Presidentes da Assembléia de Cardeais e Arcebispos da França (1945-1966):
- 1945 (1945) – 1948 (1948): Emmanuel Célestin Suhard, cardeal arcebispo de Paris
- 1948 (1948) – 1964 (1964): Achille Liénart, cardeal bispo de Lille
- 1964 (1964) – 1966 (1966): Maurice Feltin, cardeal arcebispo de Paris

Presidentes da conferência:
- 1966 - 1969: Maurice Feltin, cardeal arcebispo de Paris
- 1969 - 1975: François Marty, cardeal arcebispo de Paris
- 1975 - 1981: Roger Etchegaray, cardeal arcebispo de Marselha
- 1981 - 1987: Jean-Félix-Albert-Marie Vilnet, bispo de Lille
- 1987 - 1990: Albert Decourtray, cardeal arcebispo de Lyon
- 1990 - 1996: Joseph Duval, arcebispo de Rouen
- 1996 - 2001: Louis-Marie Billé, cardeal arcebispo de Lyon
- 2001 - 2007: Jean-Pierre Ricard, cardeal arcebispo de Bordeaux
- 2007 - 2013: André Vingt-Trois, Cardeal Arcebispo de Paris
- 2013 - 2019: Georges Paul Pontier, arcebispo de Marselha
- 2019 - 2025: Éric de Moulins-Beaufort, arcebispo de Reims
- 2025 - atual:  Jean-Marc Noël Aveline, arcebispo de Marselha [2]

## Resolução de abuso sexual
Em 9 de novembro de 2019, a grande maioria dos 120 bispos membros da Conferência dos Bispos franceses aprovou uma resolução concordando que todo bispo católico francês pagaria uma indenização pelos abusos ocorridos na Igreja Católica Francesa. O tamanho dos pagamentos será determinado posteriormente em abril de 2020.